# Guanazomus armatus
Genre
Espèce
Guanazomus armatus, unique représentant du genre Guanazomus, est une espèce de schizomides de la famille des Hubbardiidae.

## Distribution
Cette espèce est endémique de la province de Pinar del Río à Cuba,. Elle se rencontre dans la péninsule de Guanahacabibes, une zone couverte en partie par le parc national de Guanahacabibes et en totalité par la réserve de biosphère du même nom.

## Description
Les mâles mesurent de 3,35 à 3,90 mm et la femelle 3,40 mm.

## Publication originale
- Teruel & Armas, 2002 : Un género nuevo de Hubbardiidae (Arachnida: Schizomida) del occidente de Cuba. Revista Ibérica de Aracnología, vol. 6, p. 91–94 (texte intégral).